# Cambio de régimen

Caída de la dinastía Ásad.

El cambio de régimen es el reemplazo de un régimen político por otro. El uso del término data de 1925, por lo menos.
Un cambio de régimen puede ocurrir mediante la conquista por una potencia extranjera, revolución, golpe de Estado o la reconstrucción seguida del fracaso de un Estado. El cambio de régimen puede reemplazar todas o parte de las instituciones existentes del Estado, el aparato administrativo, la burocracia y otros elementos.

## Usos populares
La transición de un régimen político a otro, especialmente a través de la acción política o militar concertada, se ha visto recientemente en el cambio de régimen sufrido por Túnez.
El término se ha popularizado por los recientes presidentes de los Estados Unidos. Bill Clinton y George W. Bush utilizaron regularmente el término en referencia al régimen de Saddam Hussein en Irak. Ronald Reagan anteriormente había pedido por un cambio de régimen en Libia, comandando a la Agencia Central de Inteligencia (CIA) en pos de ese objetivo.
Es usado erróneamente en ocasiones para describir un cambio en el gobierno de turno.
El término se puede aplicar también a organismos distintos del de Estados nación.

## Uso académico
Además de los usos anteriores, el término «cambio de régimen» también puede ser usado en un sentido más general, particularmente en la labor académica, para referirse a un cambio en las instituciones políticas o leyes que afectan la naturaleza del sistema en su conjunto. Por ejemplo, los acuerdos de Bretton Woods constituyeron un cambio de régimen en el sistema internacional, como lo fue la derogación del Límite de Velocidad Obligatorio Nacional en Estados Unidos. Los cambios de regímenes son vistos a menudo por los científicos sociales como oportunidades ideales para realizar experimentos naturales.

## Cambio de régimen interno
El cambio de régimen puede ser precipitado por una revolución o golpe de Estado. La Revolución Rusa, el golpe de Estado en Birmania de 1962 y el colapso del comunismo de 1990 en Europa del Este son ejemplos consumados.
Ejemplos menos violentos de cambios de régimen impulsados internamente son la instauración de la Quinta República Francesa y la Federación de Australia.

## Ejemplos de cambios de régimen
Los Estados Unidos han estado involucrados y han asistido derrocamientos de gobiernos extranjeros sin un uso abierto de su fuerza militar. A menudo, tales operaciones son encargadas a la CIA. Países como Cuba o la Unión Soviética también han estado involucrados en intentos de derrocamiento de gobiernos extranjeros. 